# Afumați (Ilfov)
Afumați est une commune située en Roumanie, au nord-est de Bucarest, à environ 15 km de celle-ci, dans le județ d'Ilfov, région de Munténie. La population est de 6 787 habitants au dernier recensement de 2005. Le nom Afumați est dérivé du verbe roumain "a afuma" signifiant fumé.
Actuellement le maire est Mr Dumanica Gabriel.
Cette commune dispose de plusieurs petits commerces, situés principalement le long de la route nationale la traversant, notamment des épiceries, mais aussi un très bon restaurant shaorma à emporter, Rosi Wilton.

## Démographie
Lors du recensement de 2011, 85,26 % de la population se déclarent roumains et 4,88 % comme roms (0,65 % déclarent une autre appartenance ethnique et 9,19 % ne déclarent pas d'appartenance ethnique).

## Politique
| Parti | Parti                                                 | Sièges |
| ----- | ----------------------------------------------------- | ------ |
|       | Parti national libéral (PNL)                          | 10     |
|       | Parti social-démocrate (PSD)                          | 3      |
|       | Union nationale pour le progrès de la Roumanie (UNPR) | 2      |